# Etilmercurio

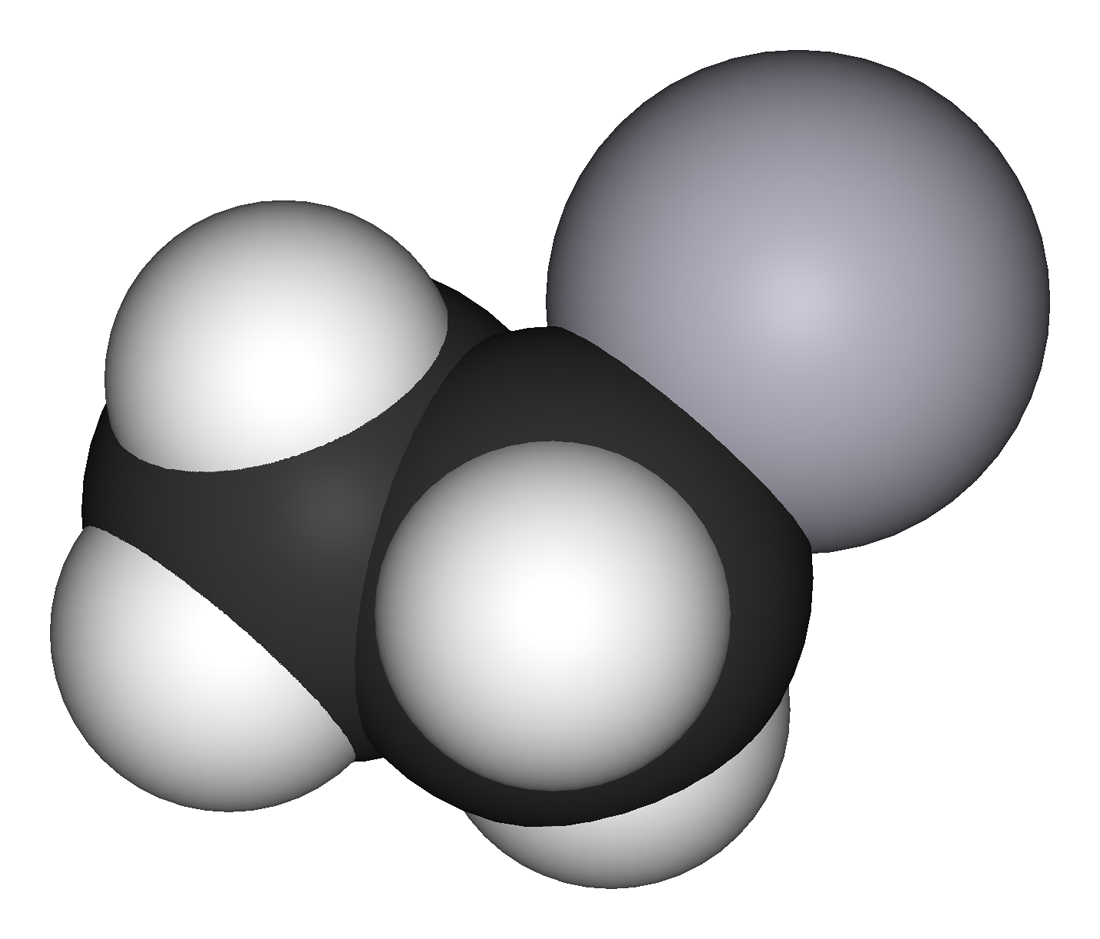
Catión de etilmercurio en un modelo molecular en 3D.

El etilmercurio (a veces escrito como etil-mercurio) es un catión organometálico de fórmula química C2H5Hg+  ó (C2H5)Hg+.
Es uno de los metabolitos del Tiomersal, usado como preservante en algunas vacunas multidosis, preparaciones de inmunoglobulinas, antígenos para diagnóstico de alergias, antisueros, medicamentos tópicos nasales y oftálmicos y tintes de tatuajes

## Química
El enlace mercurio-carbono es descrito como covalente, debido a las electronegatividades similares entre estos átomos. En el timerosal y compuestos relacionados el ángulo de enlace es RHgX 180° y la geometría lineal (debido a la hibridación dz2s del Hg).

## Toxicidad
Estudios antiguos sobre la toxicidad del etilmercurio se basaron erróneamente en referencias sobre la toxicidad del metilmercurio. Las evidencias actuales de estudios en animales indican que ambos componentes difieren significativamente en su toxicidad dado por sus diferencias en su metabolización, distribución en los tejidos y en cómo son eliminados por los organismos. Las concentraciones en las que el timerosal causa daño significativo al ADN son mucho más altas que las concentraciones que pueden ser observadas in vivo sobre la administración de una vacuna que contiene timerosal. En algunos casos, se han observado reacciones localizadas de hipersensibilidad cuando se administran vacunas con timerosal. Estudios de seguimiento en niños que han recibido inmunizaciones de rutina con vacunas que contienen timerosal demostraron que los niveles de mercurio en sangre y orina se encontraron uniformemente bajo los niveles de seguridad y que, en comparación con el perfil de excreción del metilmercurio, los niños eliminaban cantidades significativas de mercurio a través de las deposiciones posterior a la exposición al etilmercurio, eliminándolo de sus cuerpos.

## Salud Pública
De acuerdo a los estudios farmacocinéticos y de neurodesarrollo, no existen evidencias científicas que confirmen la existencia de problemas de salud relacionados con el etilmercurio presente en las vacunas. A pesar de esto, algunos países han reducido el uso de timerosal en las vacunas por miedos infundados. Posterior a esto, en esos países han continuado aumentando las tasas de autismo, demostrando que el etilmercurio presente en las vacunas no es el causante de ese diagnóstico.
El uso de viales multidosis de vacunas con timerosal permite disminuir los costos de las vacunas, haciéndolas accesibles a gran parte de la población mundial. No se justifica una modificación de las prácticas actuales de inmunización, puesto que los riesgos alegados no están demostrados.